# Anyphaena leechi
Espèce
Anyphaena leechi est une espèce d'araignées aranéomorphes de la famille des Anyphaenidae.

## Distribution
Cette espèce est endémique du Jalisco au Mexique,. Elle se rencontre à Tecalitlán.

## Description
Les mâles mesurent de 4,95 à 5,49 mm et la femelle paratype 5,13 mm.

## Étymologie
Cette espèce est nommée en l'honneur de Robin Leech.

## Publication originale
- Platnick, 1977 : New species and records of the Anyphaena celer group in Mexico (Araneae, Anyphaenidae). Journal of Arachnology, vol. 4, p. 207-210 (texte intégral).